# Isel López
Isel López Rodríguez (ur. 11 lipca 1970 w Santiago de Cuba) – kubańska lekkoatletka specjalizująca się w rzucie oszczepem, dwukrotna uczestniczka letnich igrzysk olimpijskich (Barcelona 1992, Atlanta 1996), złota medalistka letniej uniwersjady w Katanii (1997).

## Sukcesy sportowe
- trzykrotna mistrzyni Kuby – 1990, 1992, 1996[1]
- 1988 – Greater Sudbury, mistrzostwa świata juniorów – srebrny medal
- 1991 – Sheffield, letnia uniwersjada – srebrny medal
- 1993 – Ponce, igrzyska Ameryki Środkowej i Karaibów – złoty medal
- 1995 – Göteborg, mistrzostwa świata – 7. miejsce
- 1996 – Atlanta, olimpiada – 4. miejsce
- 1997 – Katania, letnia uniwersjada – złoty medal
- 1998 – Nowy Jork, Igrzyska Dobrej Woli – srebrny medal

## Rekordy życiowe
- rzut oszczepem – 61,66 – Hawana 18/05/1999
- rzut oszczepem (stary typ) – 66,16 – Hawana 12/05/1990